# Gronau (Bonn)

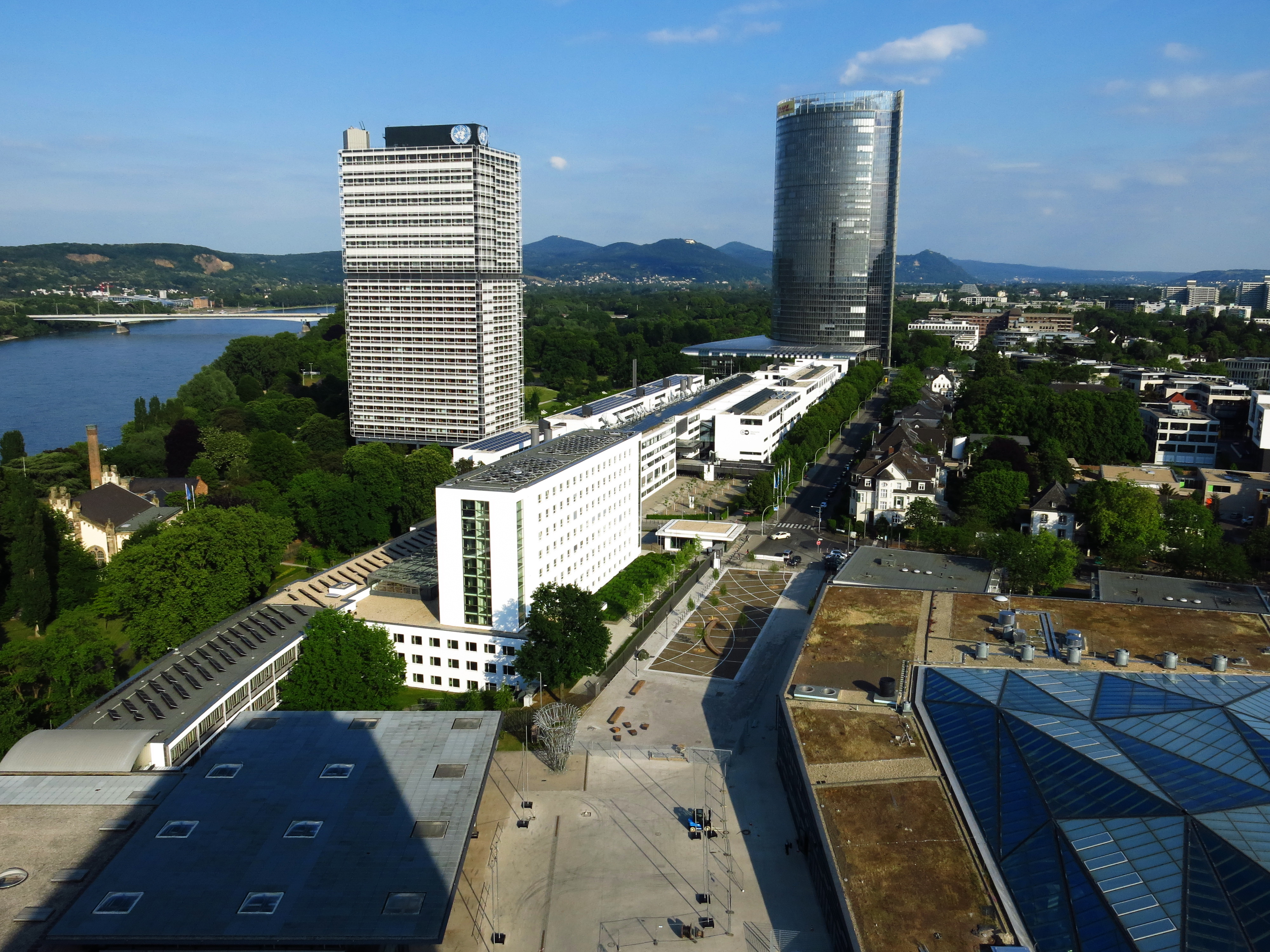
Blick vom WCCB-Hotel in Richtung Süden mit Posttower und Langem Eugen

Gronau (auch „die Gronau“ genannt) ist ein Stadtteil der Bundesstadt Bonn am östlichen Rand des gleichnamigen Stadtbezirkes. Er gehört heute zum Bundesviertel und ist Standort einiger der markantesten und geschichtsträchtigsten Gebäude Bonns. Der Name Gronau bezeichnete ursprünglich den Norden der heutigen Rheinaue.

## Lage
Gronau wird im Osten und Westen durch den Rhein bzw. die linke Rheinstrecke begrenzt, im Süden durch die Bundesautobahn 562 mit der Konrad-Adenauer-Brücke, die entlang der ehemaligen Stadtgrenze zu Bad Godesberg errichtet wurde, und im Norden durch die Weberstraße. Im Nordwesten umfasst der Stadtteil auch einen Teil der Südstadt, im Westen grenzt er an Kessenich, im Südwesten an Dottendorf, im Süden an Friesdorf und im Südosten an Hochkreuz. Der Nordteil des Rheinauenparks gehört zu Gronau. Naturräumlich liegt der Stadtteil am nördlichen Eingang des Godesberger Rheintaltrichters, der vom Unteren Mittelrheintal zur Kölner Bucht überleitet.
Der statistische Bezirk Gronau-Bundesviertel besitzt eine vom Stadtteil Gronau leicht abweichende Abgrenzung. Er umfasst nicht die auf Höhe der Südstadt westlich der Bundesstraße 9 liegenden Bereiche. Gronau liegt zu einem großen Teil auf ehemaligem Gemeindegebiet bzw. in der heutigen Gemarkung Kessenich, der nördliche Teil in der Gemarkung Bonn und ein südlicher Teil in der Gemarkung Dottendorf.

## Geschichte

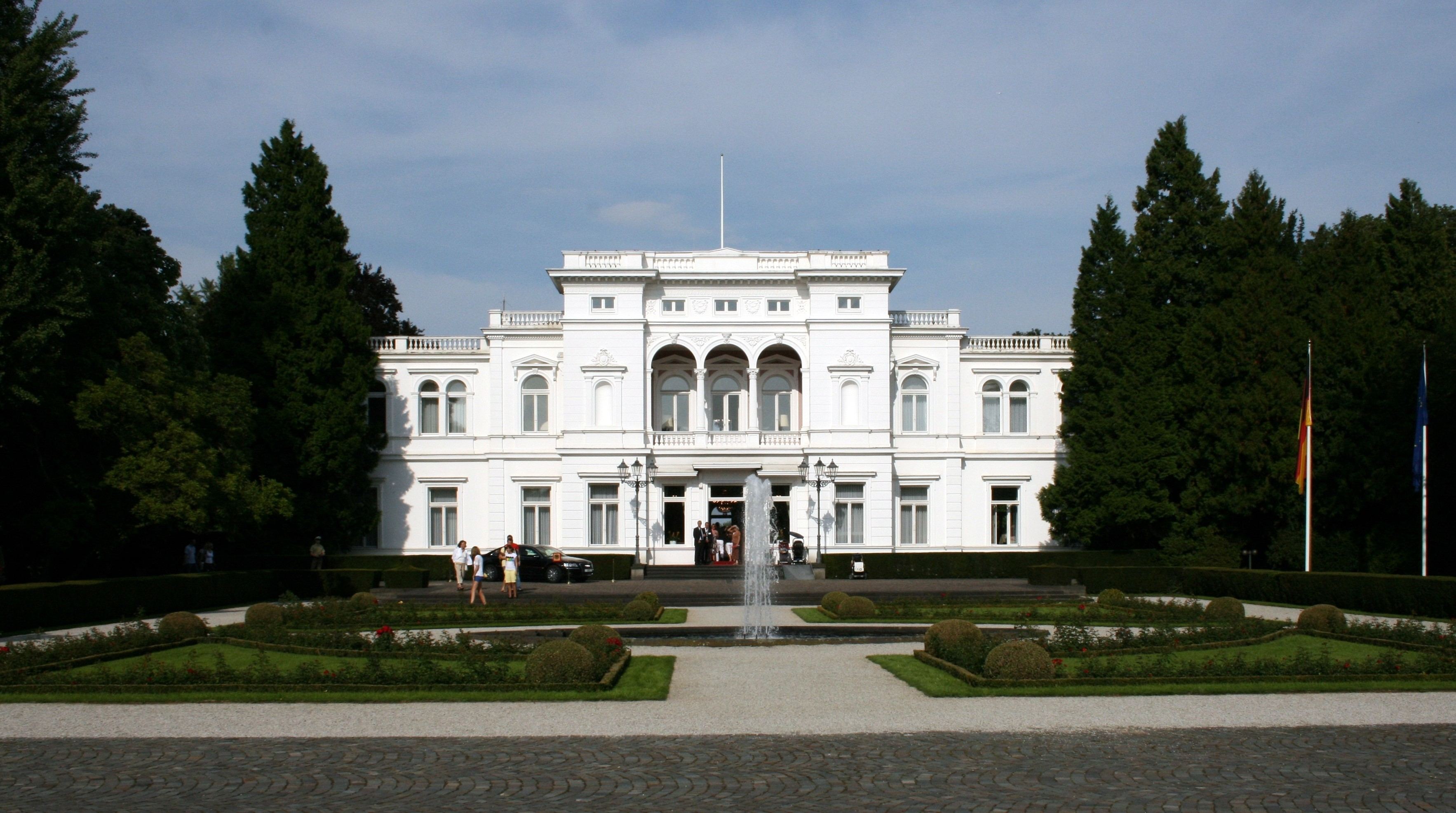
Villa Hammerschmidt

Der Name Gronau wurde in der Bedeutung „grüne Aue“ erstmals 1322 im Urkundenbuch der Abtei Heisterbach als in loco Groynsowen erwähnt. Im Bereich der heutigen katholischen Kirche St. Winfried am Sträßchensweg ist seit dem 15. Jahrhundert eine Windmühle nachzuweisen, die als Mahlmühle für die umliegenden Ortschaften diente. Diese waren mit ihr durch jeweils eigene Pfade und Gassen verbunden, sodass an der Windmühle Wege aus fünf verschiedenen Richtungen zusammentrafen. 1650 wurde die Mühle geschleift; erhalten blieb bis ins 20. Jahrhundert eine oberirdische Turmruine. An der Landstraße zwischen Bonn und Godesberg an der Abzweigung der zum Rhein führenden heutigen Heussallee (damals Sieghausgasse) befand sich das Siechenhaus von Bonn.
Lange Zeit wurde die Gronau überwiegend landwirtschaftlich genutzt. 1901 wurden in den Gronauer Rheinauen ein Bismarckturm und etwas weiter nördlich eine Stadthalle (1944 kriegszerstört und 1953 gesprengt) errichtet. Im Herbst 1906 begann an der späteren Drachenfelsstraße (heute Kurt-Schumacher-Straße) die Errichtung der „Villenkolonie Gronau“, die von den Architekten Julius Rolffs und August Scheidgen auf der Grundlage eines Vertrags mit der Stadt Bonn (Abschluss am 18. August 1906) in unternehmerischer Eigenregie (inkl. Straßenausbau) unter Beteiligung der Bonn-Limpericher-Terrain-Gesellschaft durchgeführt wurde. Die zum Rheinufer hin gelegene Straßenseite durfte dabei nicht bebaut werden.
Nachdem Bonn 1949 Regierungssitz der Bundesrepublik Deutschland wurde, erlebte der Ortsteil ein rasantes Wachstum. Da hier einige repräsentative Gebäude (darunter die Villa Hammerschmidt und das Palais Schaumburg) zur Verfügung standen und gleichzeitig durch die Stadtrandlage viel Platz für Neu- oder (an der Drachenfelsstraße) rückwärtige Erweiterungsbauten vorhanden war, bot sich die Gronau als Teil eines künftigen Regierungsviertels an. In der Folge setzte rege Bautätigkeit ein. Am Rhein entstand das Bundeshaus für den Bundestag, entlang der Bundesstraße 9 nach Bad Godesberg – vom Volksmund „Diplomatenrennbahn“ genannt – unter anderem die britische Botschaft und die Parteizentralen von CDU (Konrad-Adenauer-Haus) und SPD (Erich-Ollenhauer-Haus).
Südlich des Bundeshauses befanden sich bis in die 1960er-Jahre noch die Bonner Sportanlagen um das Gronaustadion, bis diese in den Sportpark Nord verlegt und dem Bund zur Bebauung überlassen wurden. Nach und nach entstanden weitere Regierungsbauten, darunter das Bundeskanzleramt und das Abgeordneten-Hochhaus „Langer Eugen“. Mitte der 1970er-Jahre wurden Pläne, weitere Ministerien-Hochhäuser zu errichten, von der Stadt Bonn durch die Schaffung des Landschaftsparks Rheinaue weitgehend vereitelt. Der Lange Eugen wird mittlerweile von den Vereinten Nationen genutzt. Im Bundeshaus und in weiteren benachbarten, ehemaligen Gebäuden des Bundestages befindet sich das Internationale Kongresszentrum Bonn. Die Bezeichnung „World Conference Center Bonn“ (WCC Bonn) löste die bis zum 14. Mai 2007 benutzte Bezeichnung „Internationales Kongresszentrum Bundeshaus Bonn“ (IKBB) ab.
Heute leben im Ortsteil Gronau etwa 1650 Menschen, ein Großteil im so genannten „Johanniterviertel“ im Süden des Ortsteils. Die Zahl der Arbeitsplätze beläuft sich auf ein Vielfaches der Einwohnerzahl. So befinden sich hier die Konzernzentralen von Telekom, Post (Post Tower) und Postbank sowie Deutsche Welle und zahlreichen kleineren Unternehmen. Außerdem hat das Bundeskanzleramt seinen Zweitsitz im Palais Schaumburg, ebenso der Bundespräsident in der Villa Hammerschmidt. Im ehemaligen Hauptgebäude des Kanzleramtes ist das Bundesministerium für wirtschaftliche Zusammenarbeit und Entwicklung untergebracht. Das Tulpenfeld ist Domizil der Bundesnetzagentur geworden und ist noch Standort einer Außenstelle der Bundespressekonferenz. Das Max-Planck-Institut zur Erforschung von Gemeinschaftsgütern ist in einer repräsentativen Villa ansässig, die von 1961 bis 1999 die Residenz des ägyptischen Botschafters beherbergte.
Im und am Bundeshaus befindet sich das World Conference Center Bonn mit seinem 2015 eröffneten Erweiterungsbau.

## Öffentliche Einrichtungen
Im Süden der Gronau liegt das zwischen 1972 und 1978 neu erbaute „Johanniterkrankenhaus“, das verschiedene Fachbereiche abdeckt. Das Vorgängergebäude hatte an gleicher Stelle von 1915 an existiert und war 1955 erweitert worden. Am Rande des Johanniterviertels liegt die katholische Kirche St. Winfried. Das Friedrich-Ebert-Gymnasium mit deutsch-französischem Schulabschluss liegt ebenfalls auf dem Gebiet des Ortsteils Gronau.